# Jenna Haze
Jenna Haze (Fullerton, California; 22 de febrero de 1982) es una actriz pornográfica estadounidense retirada. Actualmente es directora de su propia productora. Ingresó a la industria pornográfica en 2001, a la edad de 19 años. Firmó un contrato de exclusividad con la compañía Jill Kelly Productions entre 2002 y 2005. Durante la mayor parte de su tiempo en dicha productora, realizó solamente escenas con mujeres, por lealtad a su entonces novio, un camarógrafo de la industria pornográfica. Volvió a rodar escenas con hombres en la galardonada película Jenna Haze Darkside, producida por Jules Jordan en 2006.

## Primeros años
Jenna Haze se crio en La Habra, California, aunque pasó algún tiempo en Lancaster, California y en Inver Grove Heights, Minnesota. De ascendencia irlandesa, alemana y española, es la pequeña de cuatro hermanos y proviene de una familia monoparental. Perdió la virginidad a los 14 años. A los 15 años dejó el colegio y comenzó a trabajar en un restaurante de comida rápida. Tuvo diversos trabajos no muy bien pagados.
Al cumplir 18 años, comenzó a trabajar como estríper, pero lo dejó ese mismo día ya que no le gustó en absoluto y menos el hecho de tener que sentarse encima de hombres que no le atraían. Jenna ya era una gran fan del cine porno antes de dedicarse a ello. Unos amigos le preguntaron en 2000 qué nombre se pondría si fuese actriz porno y ella respondió Jenna Haze, en honor a su novio de aquel entonces (que se apellidaba Hayes —en inglés Hayes se pronuncia igual que Haze—) y a la canción de Jimi Hendrix «Purple Haze».

## Carrera
Jenna Haze y su novio de aquel entonces habían planeado rodar varias escenas para la saga de películas porno Shane's World, pero él, en el último momento, cambió de opinión. A los 19 años y después de terminar la relación con su novio, Jenna Haze se introdujo en el mundo del porno de la mano de su entonces representante, llamado Dez, que conoció en su club nocturno favorito en Anaheim, California. El 19 de julio de 2001, exactamente dos días después de haberse conocido, rodó sus primeras escenas para las películas Oral Adventures of Craven Moorehead 8 y Service Animals 4.
Al igual que otras jóvenes actrices porno tales como Gauge, Aurora Snow o Taylor Rain, Jenna Haze destacó por sus tórridas interpretaciones en escenas de sexo anal, doble penetración e incluso tragando semen. Firmó un contrato exclusivo con Jill Kelly Productions en abril de 2002 y decidió actuar sólo en escenas lésbicas ya que había comenzado una relación con un cámarografo que también trabajaba en la industria del porno del que estaba enamorada, lo cual le hacía no sentirse cómoda trabajando con otros chicos. En abril de 2005, su contrato con Jill Kelly Productions finalizó y varios meses más tarde anunció que estaba muy feliz de haber terminado con su compromiso exclusivo con Jill Kelly Productions y de poder trabajar libremente para quien quisiera de nuevo. Jenna volvió a sus raíces y continuó rodando tórridas escenas heterosexuales, debutando en su regreso a la pornografía dura, en escenas que superan a las de sus orígenes, en la película Jenna Haze Dark Side, dirigida por el director Jules Jordan, su actual novio, y que incluye su primera escena interracial.
Jenna Haze participó en el programa Pornucopia de la cadena de televisión estadounidense HBO, documental de seis capítulos sobre la industria del porno en Estados Unidos.
Jenna Haze también ha participado en sesiones de fotos con Taylor Momsen y ha salido en el videoclip de My Medicine de The Pretty Reckless.

## Premios
- 2003 – Premio AVN – Best New Starlet[6]
- 2003 – Premio AVN – Best Solo Sex Scene – Big Bottom Sadie[6]
- 2006 – Premio F.A.M.E. – Fan Favorite Best Butt[7]
- 2007 – Premio AVN – Best Oral Sex Scene, Video – Jenna Haze Dark Side[6]
- 2007 – Premio AVN – Best Group Sex Scene, Video – Fashionistas Safado: The Challenge[6]
- 2007 – Premio CAVR – Best Movie Performance – Jenna Haze Dark Side
- 2007 – Premio XRCO – Best On-Screen Chemistry – Fashionistas Safado: The Challenge[8]
- 2007 – Premio F.A.M.E. – Favorite Oral Starlet[9]
- 2008 – Premio AVN – Best Couple Sex Scene, Video – Evil Anal 2[10]
- 2008 – Premio XRCO – Orgasmic Oralist[11]
- 2008 – Premio F.A.M.E. – Favorite Anal Starlet[12]
- 2008 – Premio Adult Nightclub and Exotic Dancer – Adult Movie Entertainer of the Year
- 2009 – Premio AVN – Female Performer of the Year[13]
- 2009 – Premio AVN – Best Tease Performance  – Chris Streams' Pretty As They Cum[13]
- 2009 – Premio XBIZ – Female Performer of the Year[14]
- 2009 – Premio XRCO – Female Performer of the Year[15]
- 2009 – Premio F.A.M.E. – Dirtiest Girl In Porn[16]
- 2009 – Premio F.A.M.E. – Favorite Oral Starlet[16]
- 2009 – Hot d'Or – Best American Female Performer[17]
- 2010 – Premio XRCO – Orgasmic Analist[18]
- 2010 – Premio XFANZ – Female Star of the Year[19]
- 2010 - PornstarGlobal 5 Star Award Winner